# Hochwasserrückhaltebecken im Einzugsgebiet der Erft
Hochwasserrückhaltebecken im Einzugsgebiet der Erft sollen die Siedlungsgebiete im Einzugsbereich der Erft vor einem statistisch alle hundert Jahre zu erwartenden Hochwasser (HQ100) schützen.
Die besonderen Hochwassergefahren in den Tallagen der Flussläufe bestehen in den meist schnell anschwellenden Hochwasserspitzen, die durch die Rückhaltebecken abgefangen, gespeichert und nach Abklingen des Hochwassers langsam und ohne Gefährdung der Anlieger des Flusses abgelassen werden. Im Normalfall bleibt das Rückhaltebecken bis auf eine kleine Wassermenge leer stehen, damit im Falle eines Hochwassers der gesamte Stauraum des Beckens zur Verfügung steht. Die kleine ständige Wassermenge am Sperrdamm wird aus betrieblichen Gründen gehalten.
Der Erftverband betreibt 23 Hochwasserrückhaltebecken mit einem Stauvolumen von insgesamt 7,73 Millionen Kubikmeter. Sie werden von der Bezirksregierung Köln im Rahmen einer „Talsperrenschau“ standardmäßig alle zwölf Monate geprüft.
Die Hochwasserrückhaltebecken im Erft-Einzugsgebiet sind Teil des integrierten Hochwasserschutzes, der im Rahmen der Umsetzung der Europäischen Hochwasserrisikomanagement Richtlinie überprüft wird. Danach wurden im Erft-Verbandsgebiet 25 Gewässer mit einer Gesamtlänge von 376 km als Risikogewässer identifiziert.

## Hochwasserrückhaltebecken Eicherscheid

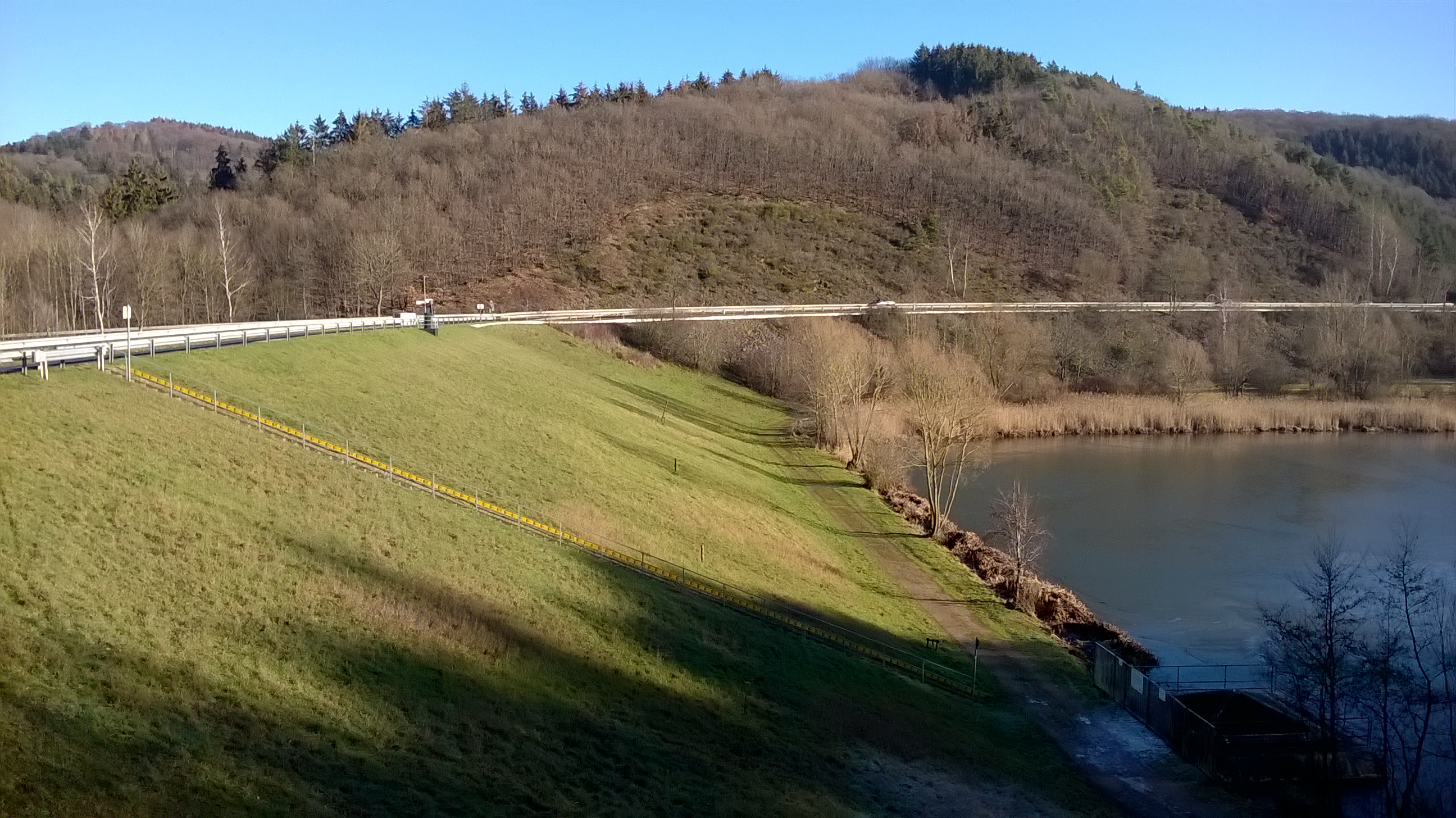
Hochwasserrückhaltebecken Eicherscheid

Das Hochwasserrückhaltebecken Eicherscheid liegt im Hauptlauf der Oberen Erft und wird zusätzlich vom Schußbach gespeist. Es befindet sich oberhalb Bad Münstereifel und Eicherscheid sowie unterhalb Schönau. Das Becken hat ein Fassungsvermögen von ca. 1.012.000 m³ und einen Stauraum von ca. 900.000 m³ Wasser. Der Abfluss aus dem Becken erfolgt über einen Entnahmeturm am 18 m hohen Sperrdamm. Der mittlere Abfluss der Erft beträgt am Rückhaltebecken etwa 1 m³/s. Übersteigt der Abflussmenge 3,5 m³/s, dann wird das Becken gestaut. Das entspricht ungefähr dem 1-jährlichen Hochwasser (HQ1). Die Bemessungsgröße für die maximale Zulaufmenge zum Becken beträgt 42 m³/s, wobei die am Ort beobachtete Zulaufmenge für das 100-jährliche Hochwasser (HQ100) 29 m³/s beträgt. Bei einem Einstau erfolgt die Abgabe aus dem Becken gemäß festgelegter Stauhöhen automatisch über eine speicherprogrammierbare Steuerung (SPS).
Anlass für den Bau des Hochwasserrückhaltebeckens waren immer wieder Hochwasserereignisse, die insbesondere zwischen den Jahren 1953 und 1961 zu hohen Schäden führten. Nach vier Jahren Bauzeit ging das Hochwasserrückhaltebecken Eicherscheid 1976 in Betrieb. Seit dieser Zeit wurde es bei Hochwasser der Erft wiederholt eingestaut, größere Hochwasserschäden an der Erft bis Euskirchen wurden dadurch verhindert.
Bei dem Hochwasser an der Erft und Swist am 2. Juni 2016 konnte das Hochwasserrückhaltebecken Eicherscheid größere Schäden am Oberlauf der Erft abwenden, es blieb zumeist bei überschwemmten Wegen entlang der Gewässer.
Beim extremen Hochwasser am 14. bis 17. Juli 2021 betrug am ersten Tag um 17:05 der Einstrom in das Rückhaltebecken ca. 20 m³/s und stieg bis 20:15 auf ca. 130 m³/s an. Damit war das Bemessungshochwasser von 43 m³/s bereits um das Dreifache überschritten und der Vollstau des Beckens erreicht. Um 20:45 wurden zum Schutz des Dammes die Betriebsauslässe geöffnet, um die weiterhin zufließenden Wassermassen abzuleiten und ein Überströmen des Dammes zu verhindern. Der Abstand des Wasserspiegels im Becken zur Dammkrone (Freibord) betrug um 21:45 nur noch 40 cm. Erst um 23:30 wurde der Höchststand wieder unterschritten. Als Bemessungslastfall für den Damm dient ein 10.000-jährliches Abflussereignis, in dem immer noch ein Freibord (Abstand Wasserstand zur Dammkrone) von 1 m besteht. Ein Überströmen der Dammkrone bzw. ein globales Versagen des Bauwerks wurde verhindert, die Hochwasserschutzfunktion des Rückhaltebeckens für die unterliegenden Orte musste zum Schutz und der Integrität des Bauwerkes aufgegeben werden.

## Hochwasserrückhaltebecken bei Horchheim
Das Hochwasserrückhaltebecken bei Horchheim vor Weilerswist an der Erft wurde am 22. Juni 1984 in Betrieb genommen und dient dem Hochwasserschutz der mittleren und unteren Erft. Es hat ein Fassungsvermögen rund 1,4 Millionen Kubikmeter Wasser und ist für ein 100-jährliches Hochwasser ausgelegt. Die Anlage liegt im „Hauptschluss“ der Erft und verfügt über zwei Durchlassbauwerke, den einen für die Erft und den zweiten für den Lommersumer Mühlengraben. Der Damm des Rückhaltebeckens ist rund 840 Meter lang und fünf Meter hoch. Der Betrieb bzw. die Steuerung des Hochwasserrückhaltebeckens erfolgt über zwei hydraulisch angetriebene Segmentschütze mit denen die Abgabe aus dem Becken geregelt wird. Überschreitet die Wasserführung der Erft einen Wert von 30 m³/s beginnt der Einstau des Beckens, was einem 5-jährlichen Hochwasser entspricht. Normalerweise führt die Erft an dieser Stelle im Mittel nur 1,6 m³/s. Das Bemessungshochwasser für das HQ100 liegt bei 58 m³/s.
Das extreme Hochwasser am 14. bis 17. Juli 2021 führte zur Überlastung des Hochwasserrückhaltebeckens Horchheim. Am 14. Juli, um 16:15 begann der Einstau des Beckens, am 15. Juli, um 02:35 wurde der Vollstau erreicht, woraufhin die Entlastung des Beckens eingeleitet wurde. Hierfür wurden beide Schütze vollständig gezogen, um die weiterhin zufließenden Wassermassen abzuleiten und ein Überströmen des Dammes zu verhindern. In diesem Zeitraum wurde der Zustrom zum Becken mit 250 m³/s abgeschätzt, das Bemessungshochwasser liegt bei 58 m³/s. Innerhalb von 3 Stunden betrug die einströmende Gesamtmenge 2.700.000 m³, dem etwa Doppelten des maximalen Stauvolumens. In den folgenden Stunden wurden die Betriebsräume mit der Steuereinrichtung und Leitwarte zerstört. Der Wasserspiegel im Rückhaltebecken stieg trotz gezogener Schütze weiter an. Gegen 06:35 wurde die Dammkrone teilweise überströmt, wobei rückseitig des Bauwerks ein großes Stück herausgespült wurde. Ein von den Bewohnern befürchtete Bruch des Dammes trat jedoch nicht ein. Der Pegel Schönau oberhalb des Hochwasserrückhaltebeckens Horchheim stieg in wenigen Stunden von 28 auf 209 Zentimeter und lag damit 50 Zentimeter über dem bislang angenommenen Wasserstand für ein extremes Hochwasser.

## Hochwasserrückhaltebecken Erftstadt-Niederberg

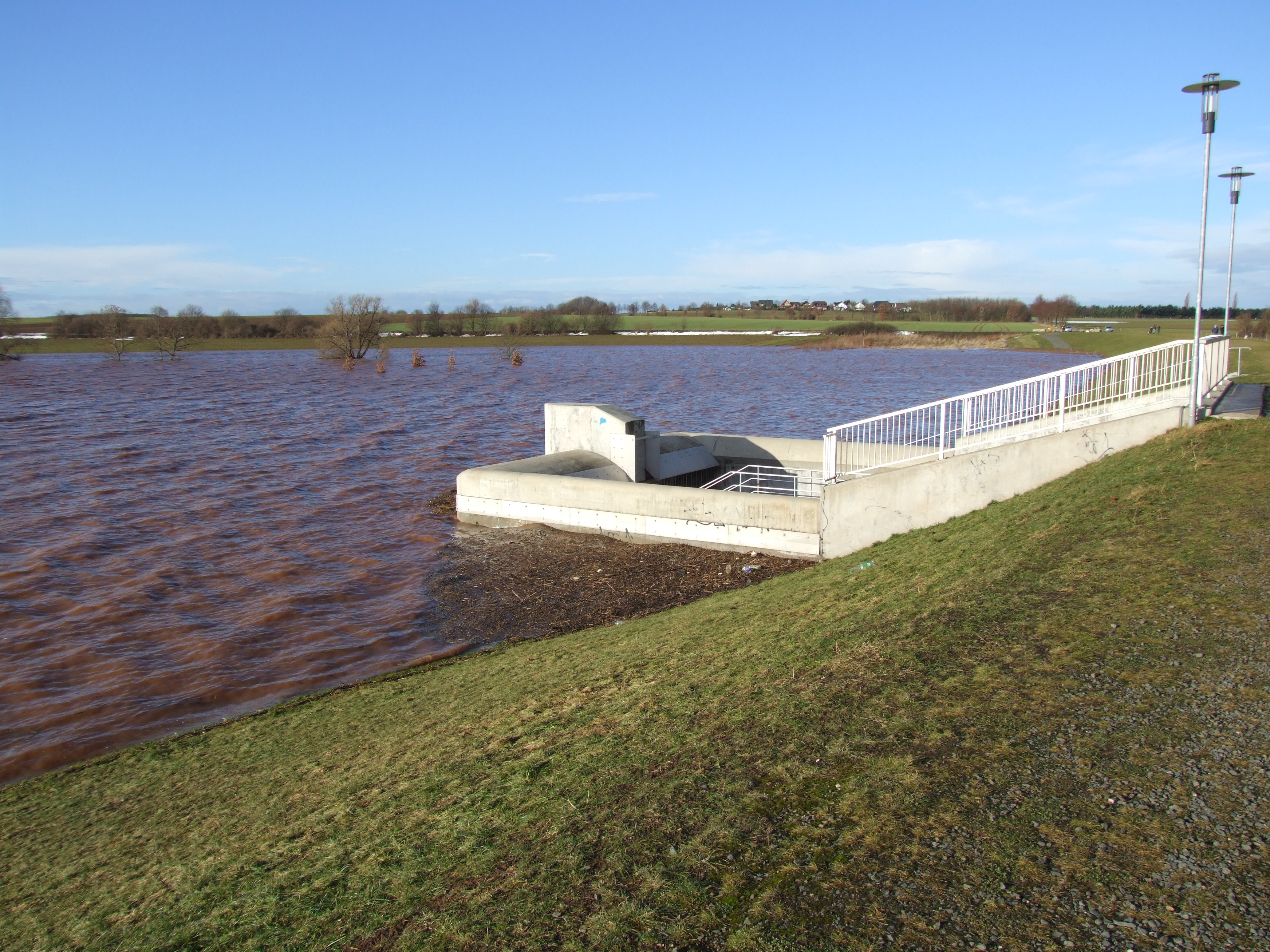
Hochwasserrückhaltebecken Erftstadt-Niederberg beim Hochwasser im Januar 2011

Das Hochwasserrückhaltebecken Erftstadt-Niederberg am Rotbach, einem Nebenfluss der Erft, schützt die Erftstadt mit den Ortsteilen Friesheim, Ahrem, Lechenich, Konradsheim und Dirmerzheim vor Hochwasser. Das Rückhaltebecken mit einem Fassungsvermögen von einer Million Kubikmeter Wasser hat eine Länge von 669 m und einem 7,14 m hohen Staudamm. In den Jahren 2004 bis 2006 wurde es für 7,8 Millionen Euro errichtet und 2007 in Betrieb genommen. Als Bemessungshochwasser wurde ein 100-jährliches Hochwasserereignis (HQ100 = 37 m³/s) zugrunde gelegt. Es ist als Trockenbecken im Hauptschluss des Rotbachs konzipiert. Ab einem Abfluss von 20 m³/s (HQ10), bei dem eine Hochwassergefahr für bebaute Gebiete besteht, wird das Becken über zwei elektrisch steuerbare Durchlässe eingestaut.
Das extreme Hochwasser am 14. bis 17. Juli 2021 führte zur Überlastung des Hochwasserrückhaltebeckens Niederberg. Der Einstau des Beckens begann am 14. Juli, um 19:55. Am Folgetag, um 09:10 war der Vollstau des Beckens erreicht. Der maximale Zufluss betrug zu diesem Zeitpunkt etwa 78 m³/s (das Bemessungshochwasser HQ100 liegt bei 37 m³/s). Zum Schutz des Dammes wurde die Abgabe aus dem Becken eingeleitet. Der maximale Wasserstand im Becken erreichte um 13:30 das Freibord (Abstand zur Dammkrone), das nur noch 0,9 m betrug.

## Hochwasserrückhaltebecken Mödrath und Garsdorf

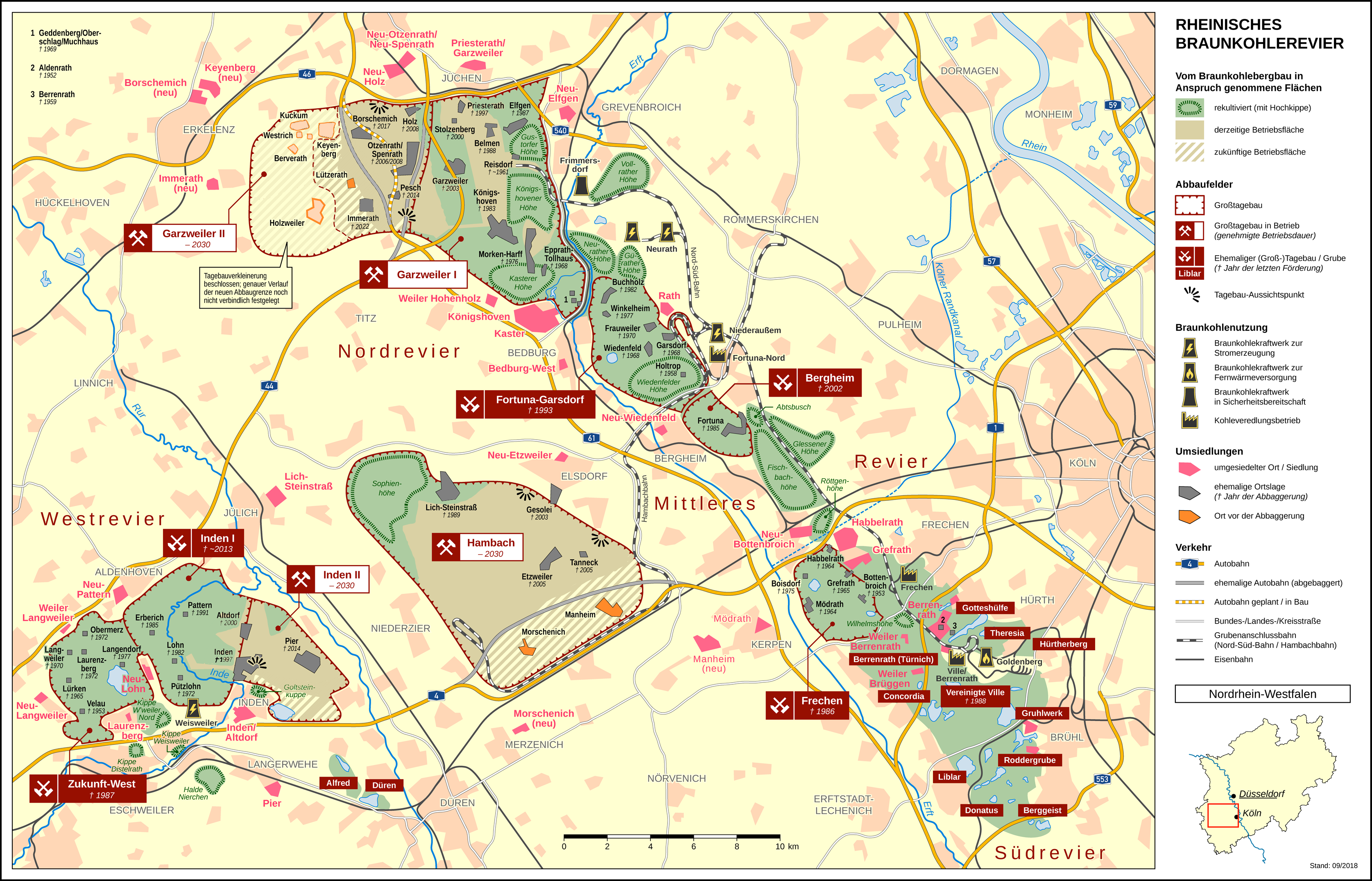
Rheinisches Braunkohlerevier mit Fortuna-Garsdorf († 1993) und Frechen († 1968) – Mödrath († 1964)

Das Hochwasserrückhaltebecken Mödrath, das am 20. März 2007 in Betrieb ging, dient dem Hochwasserschutz der Stadt Bergheim und nutzt die Geländemulde des ehemaligen Braunkohle-Tagebaus Frechen-Mödrath, die im Rahmen der Tagebau-Rekultivierung angelegt wurde. Aufgrund der Nutzung der Geländemulden als Rückhaltebecken ist – wie bei dem Becken Gersdorf – kein Staudamm erforderlich. Im Hochwasserfall wird das Wasser der Erft bis zu 15 m³/s in die Rückhaltebecken abgeleitet und dort zwischengespeichert.
Das Hochwasserrückhaltebecken Garsdorf, das seit 2015 in Betrieb ist, dient dem Schutz der Stadt Bedburg vor Hochwasser der Erft und nutzt die Geländemulde im ehemaligen Braunkohle-Tagebaus Fortuna-Garsdorf als Rückhalteraum, der heute als künstlicher See den Namen Peringsmaar trägt. Im Hochwasserfall können 5 bis 10 m³/s Wasser aus der Erft in das Rückhaltebeckens abfließen.
Jede Anlage kann 1,6 Millionen Kubikmeter Wasser zwischenspeichern und ist damit für ein hundertjährliches Hochwasserereignis (HQ100) ausgelegt. Die Erstellungskosten der Hochwasserrückhaltebecken betrugen je Anlage etwa 7 Millionen Euro.